# Flavoparmelia norfolkensis
Flavoparmelia norfolkensis är en lavart som beskrevs av Elix & Streimann. Flavoparmelia norfolkensis ingår i släktet Flavoparmelia och familjen Parmeliaceae.   Inga underarter finns listade i Catalogue of Life.